# 天祖神社 (豊島区南大塚)
天祖神社（てんそじんじゃ）は、東京都豊島区南大塚にある神社。地名を冠して大塚天祖神社（おおつかてんそじんじゃ）とも称される。

## 歴史
元亨年間（1321年-1324年）に創建された。領主の豊島景村が巣鴨村の鎮守として、伊勢神宮より分霊を勧請して創建した。
現在の祭神は天照皇大御神のみであるが、かつては神仏習合の影響で十羅刹女も祀っていた。明治初期の神仏分離により、十羅刹女は祭神から排除され、現在は東福寺の「十羅刹女堂」に祀られている。土地の古老は「十羅刹様が隠居して、天祖様が氏神になられた」と評していた。

## 祭神
- 天照皇大御神

## 摂末社
- 稲荷社
- 熊野社
- 榛名社
- 菅原社
- 三峯社

## 交通アクセス
- 大塚駅より徒歩3分。

## 関連文献
- 斎藤長秋 編「巻之四 天権之部 十羅刹女堂」『江戸名所図会』 3巻、有朋堂書店〈有朋堂文庫〉、1927年、31-33頁。NDLJP:1174157/20。